# Belle Perez
Maribel Pérez, mer känd under sitt artistnamn Belle Perez, född 29 januari 1976 i Neerpelt i provinsen Limburg, är en belgisk sångerska. Hon sjunger sina låtar på spanska och engelska. Båda hennes föräldrar är från Spanien.

## Karriär
Belle Perez upptäcktes av Patrick Renier på en talangtävling år 1997 då hon var 21 år gammal. År 1999 deltog hon i den nationella uttagningen till Eurovision Song Contest 2000 med debutsingeln "Hello World" där hon slutade på tredje plats. Trots detta blev låten känd utomlands och placerade sig på singellistorna från grannlandet Nederländerna ända till Nya Zeeland. Nästa år släppte hon sitt debutalbum med samma titel som debutsingeln.
År 2006 deltog hon i återigen i Belgiens nationella uttagning till Eurovision Song Contest och hamnade precis som förra gången på tredje plats. Denna gång sjöng hon en låt på spanska med titeln "El Mundo Bailando". Trots att låten inte vann tävlingen toppade den singellistan i Belgien tre veckor i rad.
Under karriären har hon släppt 12 album, varav 7 studioalbum, 3 samlingsalbum och 2 livealbum. Med sin senaste låt "Shake It Out" som släpptes 2011 har hon dessutom släppt 28 singlar. Hon har turnerat flera gånger de senaste åren i både Belgien och Nederländerna.

## Diskografi

### Studioalbum
- 2000 – Hello World
- 2002 – Everything
- 2003 – Baila Perez
- 2004 – Arena 2004
- 2006 – Gotitas de amor
- 2008 – Gipsy
- 2011 – Back to Back

### Samlingsalbum
- 2005 – Que viva la vida (endast i Nederländerna)
- 2005 – The Best of Belle Perez (endast i Belgien)
- 2007 – Greatest Latin Hits (endast i Nederländerna)

### Livealbum
- 2007 – Gotitas de amor
- 2009 – Diez: Live - Acoustic